# Belonogaster guichardi
Belonogaster guichardi är en getingart som beskrevs av Richards 1982. Belonogaster guichardi ingår i släktet Belonogaster och familjen getingar. Inga underarter finns listade.